# Суперкубок Італії з волейболу серед жінок 2023
28 розіграш Суперкубка Італії з волейболу серед жіночих команд відбувся 28 жовтня 2023 року в Ліворно. За трофей боролися  чемпіон і володар національного кубка в сезоні 2022-2023 «Імоко Воллей» (Конельяно) і фіналіст цих турнірів «Про Вікторія Монца». «Імоко» здобув трофей сьомий раз загалом і  вшосте поспіль.

## Учасники
| Команда              | Місто     | Досягнення                                              |
| -------------------- | --------- | ------------------------------------------------------- |
| «Імоко Воллей»       | Конельяно | Переможець чемпіонату і кубка Італії в сезоні 2022-2023 |
| «Про Вікторія Монца» | Мілан     | Фіналіст чемпіонату і кубка Італії в сезоні 2022-2023   |

## Матч
| Дата       | Час |                            | Рахунок |                              | Сет 1 | Сет 2 | Сет 3 | Сет 4 | Сет 5 | Всього | Звіт |
| ---------- | --- | -------------------------- | ------- | ---------------------------- | ----- | ----- | ----- | ----- | ----- | ------ | ---- |
| 28.10.2023 |     | «Імоко Воллей» (Конельяно) | 3–1     | «Про Вікторія Монца» (Мілан) | 26–24 | 21–25 | 25–23 | 25–20 |       | 97–92  |      |

| 2       | Кетрін Пламмер         | 6  |
| 3       | Келсі Кук              | 8  |
| 4       | Федеріка Скуарчіні     | 6  |
| 5       | Робін де Крюйф         | 2  |
| 6       | Алессія Дженнарі       | 1  |
| 10      | Моніка Де Дженнаро (л) |    |
| 11      | Ізабель Гок            | 25 |
| 14      | Йоанна Волош           | 4  |
| 16      | Халія Ланьє            | 2  |
| 19      | Сара Фар               | 14 |
| 20      | Анна Бардаро (л)       |    |
| Резерв: |                        |    |
| 1       | Вітторія П'яні         |    |
| 9       | Марина Лубіан          |    |
| 12      | Медісон Багг           |    |
| Тренер: |                        |    |
|         | Даніеле Сантареллі     |    |

| 1       | Єлена Казот                   | 3  |
| 3       | Adhuoljok Malual              | 1  |
| 5       | Лаура Гейрман                 | 2  |
| 8       | Алессія Орро                  | 3  |
| 10      | Беатріче Паррокк'яле (л)      |    |
| 14      | Дана Реттке                   | 11 |
| 15      | Кара Баджема                  | 7  |
| 17      | Міріам Сілла                  | 8  |
| 18      | Паола Егону                   | 21 |
| 19      | Ніка Даалдероп                | 1  |
| 28      | Соня Канді                    | 8  |
| Резерв: |                               |    |
| 7       | Рафаела Фольє                 |    |
| 11      | Вітторія Пранді               |    |
| 16      | Вероніка Аріанна Пічіоккі (л) |    |
| Тренер: |                               |    |
|         | Марко Гаспарі                 |    |

## Найбільше титулів
Найбільшу кількість перемог у турнірі мають:
| Кількість титулів | Волейболістка        | Роки                                           |
| ----------------- | -------------------- | ---------------------------------------------- |
| 8                 | Моніка Де Дженнаро   | 2010, 2016, 2018, 2019, 2020, 2021, 2022, 2023 |
| 8                 | Робін де Крюйф       | 2013, 2016, 2018, 2019, 2020, 2021, 2022, 2023 |
| 6                 | Йоанна Волош         | 2018, 2019, 2020, 2021, 2022, 2023             |
| 5                 | Дарина Міфкова       | 1996, 1997, 1998, 2001, 2002                   |
| 5                 | Мартіна Гвіджі       | 2003, 2006, 2008, 2009, 2010                   |
| 5                 | Франческа Піччініні  | 1999, 2004, 2011, 2015, 2017                   |
| 5                 | Рафаела Фольє        | 2016, 2018, 2019, 2020, 2021                   |
| 4                 | Франческа Ферретті   | 2008, 2009, 2010, 2013                         |
| 4                 | Кароліна Костагранде | 2006, 2008, 2009, 2016                         |
| 4                 | Паола Егону          | 2017, 2019, 2020, 2021                         |
| 4                 | Сара Фар             | 2020, 2021, 2022, 2023                         |